# Crataegus lumaria
Crataegus lumaria — вид квіткових рослин із родини трояндових (Rosaceae).

## Біоморфологічна характеристика
Це дерево чи кущ 50 дм заввишки. Нові гілочки часто ± червонуваті, голі, 1-річні сіро-коричневі, старші матово-сірі; колючки на гілочках ± вигнуті, 1-річні блискучі, темно-коричневі чи чорні, старші сірі, тонкі, 2.5–7 см. Листки: ніжки листків 40–60% від довжини пластин, голі, від рідко до густо дрібно-залозисті; листові пластини зелені, від широко-ромбічних до ромбічно-яйцюватих чи від вузько-яйцюватих до широко-еліптичних, 2–4(5) см, тонкі, основа від закругленої до клиноподібної, часточок 3 чи 4 на кожному боці, верхівки часток гострі, краї пилчасті, верхівка від гострої до тупої, нижня поверхня гола, верхня — ± гола. Суцвіття 6–15-квіткові. Квітки 13–18 мм у діаметрі; гіпантій голий; чашолистки вузько трикутні, 5 мм; тичинок 10; пиляки кольору слонової кістки. Яблука жовтуваті, тьмяно-оранжеві або червонуваті, майже кулясті, 7–12 мм у діаметрі, голі. 2n = 68. Період цвітіння: травень; період плодоношення: вересень і жовтень.

## Ареал
Зростає на північного сході США (Коннектикут, Мічиган, Нью-Йорк, Вісконсин) й південного сході Канади (Онтаріо, Квебек).
Населяє хмизняки, перелогові пасовища; на висотах 30–300 метрів.

## Використання
Плоди вживають сирими чи приготованими чи сушать для пізнішого використання. М'якуш соковитий.
Хоча конкретних згадок про цей вид не було помічено, плоди і квіти багатьох глоду добре відомі в трав'яній народній медицині як тонізуючий засіб для серця, і сучасні дослідження підтвердили це використання. Зазвичай його використовують у вигляді чаю або настоянки.
Деревина роду Crataegus, як правило, має хорошу якість, хоча вона часто занадто мала, щоб мати велику цінність.